# Seil 'Arabi
Seil 'Arabi är en ö i Eritrea.   Den ligger i regionen Södra rödahavsregionen, i den nordöstra delen av landet, 150 km öster om huvudstaden Asmara. Arean är 0,12 kvadratkilometer.
Terrängen på Seil 'Arabi är mycket platt. Öns högsta punkt är 13 meter över havet. Den sträcker sig 0,6 kilometer i nord-sydlig riktning, och 0,4 kilometer i öst-västlig riktning.  Trakten runt Seil 'Arabi är ofruktbar med lite eller ingen växtlighet.